# Protium calendulinum
Protium calendulinum är en tvåhjärtbladig växtart som beskrevs av Douglas C. Daly. Protium calendulinum ingår i släktet Protium och familjen Burseraceae. Inga underarter finns listade i Catalogue of Life.